# Akoye jezik
Akoye jezik (akoinkake, akoyi, angoya, lohiki, mai-hea-ri, maihiri, obi; ISO 639-3: miw), transnovogvinejski jezik jezgrovne anganske podskupine anganskih jezika, kojim govori oko 800 ljudi (1998 SIL) u dolinama između planina Nabo i Albert, uz rijeku Lohiki u provinciji Gulf u Papui Novoj Gvineji. 
Glavno središte je naselje Kerema. Pismo: latinica.

## Vanjske poveznice
- Ethnologue (14th)
- Ethnologue (15th)